# Ateliers Médicis
Les Ateliers Médicis sont un lieu de création artistique situé à Clichy-sous-Bois et Montfermeil, d'ambition métropolitaine et nationale. Ils se déploient progressivement pour installer un grand équipement à l’horizon 2025 au moment de l'arrivée du métro du Grand Paris Express. Le projet est développé avec les artistes, les habitants et les acteurs locaux.

## Historique
L’idée vient du journaliste de Radio France Jérôme Bouvier. Après les émeutes de 2005, il élabore le concept d’une « Villa Médicis » qui recevrait en résidence des artistes du monde entier, pour ouvrir ces villes sur le monde,,.
Le site envisagé est la tour Utrillo, un immeuble de bureaux construit en 1976 par l’architecte Jean Sebag sur un plan masse de Bernard Zehrfuss au centre du quartier des Bosquets, afin d’y développer en banlieue des emplois tertiaires, mais qui n'avait jamais accueilli les usagers attendus. Sous l’impulsion du ministre de la Culture, Frédéric Mitterrand, l’État rachète l’immeuble. Cependant, le bâtiment est démoli et cède la place, pour le moment, au chantier de la future gare de la ligne 16 du métro (Grand Paris Express).
Dès le mois d'avril 2016, une équipe s'est constituée et a travaillé sur place, à Clichy-sous-Bois et Montfermeil, à la conception et au développement du projet.
En juin 2018, un premier bâtiment, conçu par l'agence Encore Heureux, a ouvert à 300 mètres du futur lieu, en bordure de la promenade de la Dhuys. Les premières journées portes ouvertes se sont déroulées en juin 2018,.
En novembre 2018, le réalisateur Ladj Ly y installe l’École Kourtrajmé, une école gratuite des métiers du cinéma. La même année, l'agence Encore Heureux représente la France à la Biennale internationale d'architecture de Venise.
Cet établissement public de coopération culturelle (EPCC) est dirigé par Cathy Bouvard. Il associe l’État, les villes de Clichy-sous-Bois et Montfermeil, la région Île-de-France, la métropole du Grand Paris, le département de la Seine-Saint-Denis, l’Établissement public territorial Grand Paris-Grand Est et la ville de Paris.
En juin 2019, les Ateliers Médicis proposent leur premier festival d'été : L'Été des Ateliers. Plusieurs semaines de propositions artistiques et culturelles, ouvertes aux publics, sont organisées dans le bâtiment, l'espace public et la forêt.
Les travaux de construction d'un nouveau bâtiment de 5.000 m2, plus du bâtiment actuel de 1.000 m2, doivent débuter à l'été 2024 pour une ouverture en 2026.

## Programmes et artistes
Le choix des auteurs en résidence dépend entièrement de la direction. Ni la Région ni le ministère de la Culture n’ont voix au chapitre quant aux décisions artistiques.
Les Ateliers Médicis accueillent en résidence des artistes de toutes les disciplines. Arquitectura Expandida, Casey, Bintou Dembélé, Alice Diop, Eva Doumbia, Malte Martin, Julien Revenu, Marianne Rubinstein, Mathieu Simonet, Frank Smith, Ladj Ly, Feda Wardak notamment, ont été associés ou en résidence aux Ateliers Médicis,.
Ils portent la commande photographique nationale des Regards du Grand Paris avec le Centre national des arts plastiques. Avec notamment, les photographes Julie Balagué, Raphaël Dallaporta, Mathias Depardon, Lucie Jean, Baudouin Mouanda, Maxence Rifflet.
Ils portent également, en coopération avec le ministère de l'Éducation nationale et de la Jeunesse, Création en cours, un programme qui accompagne plus de 100 jeunes artistes chaque année dans toute la France. Les artistes lauréats de Création en cours reçoivent une allocation de résidence de 11 000 €[pas clair].

## Financement
L’État verse 3,7 millions d’euros par an de budget de fonctionnement aux Ateliers Médicis. En 2021, il y ajoute 650 000 € pour la première édition du festival Transat, organisé par la structure. La région Île-de-France verse aux Ateliers une subvention d’exploitation de 150 000 €. Florence Portelli, vice-présidente à la culture de la région Île-de-France, représente l’institution au conseil d’administration des Ateliers.
En 2022, le conseil régional d'Île-de-France annonce suspendre sa subvention pour 2023 aux Ateliers Médicis du fait de la collaboration de Mehdi Meklat, déplorant que la direction de l’établissement « s’obstine » depuis 2021 à le soutenir, lui dont les « tweets antisémites, homophobes, racistes et misogynes » ont suscité la polémique en 2017. La région estime que « ces choix de programmation vont à l’encontre totale des valeurs de la République. »